# Guilherme Cabral
Antonio Guilherme Cabral Fonseca (Niterói, 9 de outubro de 2004) é um ator brasileiro. Iniciou sua carreira na televisão em 2017, aos doze anos de idade, ao interpretar Gabriel na telenovela Pega Pega. Em 2022, deu vida ao personagem assexual Rudá em Travessia. Seu trabalho mais recente foi o jovem Rick no longa Precisamos Falar, filme exibido no Festival de Cinema do Rio.

## Biografia
Guilherme Cabral nasceu na cidade de Niterói, no estado do Rio de Janeiro. Desde a infância, teve sua formação educacional conduzida em escolas particulares onde sua mãe atuava como professora, até ingressar no Ensino Médio em um colégio estadual bilíngue da cidade.
Seu interesse pelas artes cênicas surgiu ainda na infância e, aos 12 anos, estreou como ator em uma novela exibida no horário das 19h, emocionando o público com sua interpretação marcante.
Desde então, construiu uma trajetória contínua no meio artístico. Atualmente, concilia sua carreira com os estudos universitários, cursando Cinema e Audiovisual na Universidade Federal Fluminense - UFF, reafirmando seu compromisso com a formação técnica e criativa no campo das artes visuais.

## Carreira
Iniciou sua trajetória no audiovisual em 2017, aos doze anos de idade na novela Pega Pega de Claudia Souto, onde viveu o personagem Gabriel, filho de Douglas (Guilherme Weber) e Raquel (Mayana Lepre), que, na trama, passa viver no Carioca Palace com o pai. No ano seguinte, participou da campanha publicitária "Craque" dos Postos Petrobras.
Em 2019 foi convidado a fazer uma participação na novela Verão 90, como Raimundo criança. No ano seguinte, participou da novela Amor de Mãe como o personagem Benjamin criança.
Em 2021 viveu André na primeira temporada de Dom, a primeira série da Amazon Prime Video no Brasil. No mesmo ano deu vida ao francês Dominique na novela das seis, Nos Tempos do Imperador, filho de Luísa (Mariana Ximenes) e Eugênio (Thierry Tremoroux).
Em 2022 interpreta Rudá em Travessia, um adolescente que está descobrindo sua assexualidade, bem como o responsável pela fake news contra Brisa (Lucy Alves), que dá início à trama. No ano seguinte, participou do seu primeiro longa-metragem, no papel de Hickson na comédia Nas Ondas da Fé.
Em 2024 deu vida ao Phill no longa Princesa Adormecida, dirigido por Cláudio Boeckel, baseado na obra da autora Paula Pimenta. No mesmo ano, viveu o jovem Rick no longa Precisamos Falar, de Pedro Waddington e Rebeca Diniz.

## Vida pessoal
Apaixonado por esportes, Guilherme pratica regularmente futebol, natação e tênis. É torcedor do Fluminense Football Club.

## Filmografia

### Televisão
| Ano  | Título                  | Personagem                  | Notas                       | Ref.  |
| ---- | ----------------------- | --------------------------- | --------------------------- | ----- |
| 2017 | Pega Pega               | Gabriel                     |                             | [ 2 ] |
| 2019 | Verão 90                | Raimundo dos Reis (criança) | Episódio: "15 de fevereiro" |       |
| 2020 | Amor de Mãe             | Benjamin (criança)          | Episódio: "9 de março"      |       |
| 2021 | Dom                     | André                       |                             | [ 5 ] |
| 2021 | Nos Tempos do Imperador | Dominique de Barros         |                             | [ 6 ] |
| 2022 | Travessia               | Rudá                        |                             | [ 9 ] |

### Cinema
| Ano  | Título              | Personagem | Ref.   |
| ---- | ------------------- | ---------- | ------ |
| 2023 | Nas Ondas da Fé     | Hickson    |        |
| 2024 | Princesa Adormecida | Phill      | [ 10 ] |
| 2025 | Precisamos Falar    | Rick       | [ 11 ] |

## Teatro
| Ano  | Título         | Local                             | Ref.   |
| ---- | -------------- | --------------------------------- | ------ |
| 2018 | O Desconhecido | Oficina Social de Teatro, Niterói | [ 12 ] |

### Citações
1. 1 2 3 4  «Saiba tudo sobre Guilherme Cabral - Últimas notícias, biografia, polêmicas e mais». NaTelinha. Consultado em 24 de fevereiro de 2025
2. 1 2 3  «Personagens | Pega Pega». Memória Globo. 27 de janeiro de 2022. Consultado em 20 de fevereiro de 2025
3. 1 2  DE OLIVEIRA & GRECO 2024, pp. 87–90
4. ↑  Postos Petrobras (18 de setembro de 2018). Craque | Campanha Postos Petrobras (Vídeo). Consultado em 24 de fevereiro de 2025
5. 1 2  «Guilherme Cabral». TVGuide.com (em inglês). Consultado em 24 de fevereiro de 2025
6. 1 2  «Filho de Douglas em Pega Pega, ator mirim volta à Globo em Nos Tempos do Imperador». Notícias da TV. 4 de novembro de 2021. Consultado em 24 de fevereiro de 2025
7. ↑  «Após sucesso em reprise de Pega pega, ator Guilherme Cabral entra para novela Nos Tempos do Imperador». Jornal de Brasília. Consultado em 20 de fevereiro de 2025
8. ↑  Nader, Vinícius (4 de janeiro de 2022). «Aos 17 anos, Guilherme Cabral é um jovem experiente». Correio Braziliense. Consultado em 20 de fevereiro de 2025
9. 1 2  «Guilherme Cabral interpreta Rudá em Travessia | personagem». gshow. Consultado em 20 de fevereiro de 2025
10. 1 2  «Princesa Adormecida - RioFilme». Consultado em 24 de fevereiro de 2025
11. 1 2  «Precisamos Falar». globofilmes. 20 de setembro de 2024. Consultado em 14 de outubro de 2024
12. ↑  «Guilherme Cabral». Fernanda Ribas Management (em inglês). 30 de abril de 2021. Consultado em 24 de fevereiro de 2025